# Nina Bari
Nina Karlovna Bari (ruso: Нина Карловна Бари, 19 de noviembre de 1901, Moscú – 15 de julio de 1961, Moscú) era una matemática soviética conocida por su trabajo sobre series trigonométricas.

## Educación y juventud
Nina Bari nació en Rusia el 19 de noviembre de 1901, fue hija de Olga Eduardovna Seligs y del físico Karl Adolfovich Bari. En 1918, se convierte en una de las primeras mujeres en ser aceptada en el Departamento de Física y Matemática de la prestigiosa Universidad Estatal de Moscú. Se graduó en 1921 (justo tres años después de ingresar en la universidad). Después de su graduación, Bari empezó su carrera en la  enseñanza. Fue profesora en el Instituto Forestal de Moscú, en el Instituto Politécnico de Moscú, y en el Instituto Comunista Sverdlov. Bari solicitó y recibió la única beca de investigación remunerada en el recién creado Instituto de Investigación de Matemática y Mecánica. Allí, como estudiante, Bari se unió a un grupo de élite llamado el Luzitania—una organización académica informal y social. Estudió funciones y series trigonométricas bajo la tutela de Nikolai Luzin, destacó pronto en este campo y se convirtió en una sus alumnas estrella. Presentó los resultados de sus investigaciones en la Sociedad Matemática de Moscú en 1922 ( fue la primera mujer en exponer ante dicha sociedad).
En 1926, Bari completó su tesis doctoral con una investigación sobre las expansiones trigonométricas, lo que le valió el Premio Glavnauk. En 1927, Bari viajó a París con el fin de estudiar en la Sorbona y en el Collège de France. Posteriormente Bari asistió al Congreso Matemático polaco en Lwów, Polonia; donde obtuvo financiación para sufragar su regreso a París y la continuación de sus estudios. La decisión de viajar a París podría haberse visto influida por la desintegración del grupo Luzitania. La irascible personalidad de Luzin habría dificultado las relaciones en el grupo de matemáticos que lo componían. En 1930, todos los rastros del movimiento Luzitania habían desaparecido, y Luzin había dejado la Universidad Estatal de Moscú por la Academia de la ciencia del Instituto Steklov de Matemáticas. En 1932, Bari logra ser profesora en la Universidad Estatal de Moscú y en 1935 se le concede el título de Doctora en Ciencias Físicas y Matemáticas, un título de investigación más prestigioso que el tradicional Ph.D. En aquel momento, Bari ya había completado su trabajo fundacional sobre series trigonométricas.

## Carrera y vida madura
Bari fue una colaboradora cercana de Dmitrii Menshov en un gran número de proyectos de investigación. Durante la década de 1940  ella y Menshov trabajaron en el estudio de la teoría de funciones en la universidad Moscú State. En 1952, publicó un importante estudio sobre las funciones primitivas y las series trigonométricas demostrando su cuasi convergencia universal. Bari presentó diversas ponencias en los congresos de "Third All-Union" de 1956 en Moscú y en el Congreso Internacional de Matemáticos en Edimburgo en 1958.
Las matemáticas eran el centro de la vida intelectual de Bari, sin embargo sus intereses eran más amplios disfrutando también de la literatura y de las artes. Fue  una entusiasta del montañismo y viajó por las cordilleras del Caucaso, Altái, Lamir y Tian Shan en Rusia. Bari compartía este interés con su marido, el también matemático soviético Viktor Vladimirovich Nemytskii, profesor en la Universidad Estatal de Moscú y un ávido explorador de montaña. No se dispone de documentación sobre su matrimonio, pero sus contemporáneos creían que se había casado dos veces. El último trabajo de Bari (su 55.ª publicación) era una monografía de 900 páginas sobre estado del arte de la teoría de las series trigonométricas, que fue considerado en la época como el estudio de referencia de la teoría de funciones trigonométricas.
El 12 de julio de 1961, Bari murió al caerse delante de un tren en el metro de Moscú.